# جسر الأوتار (بتاح تكفا)
جسر الأوتار (بالعبرية: גשר המיתרים) هو جسر مدعوم بالكوابل يقع في مدينة پتاح تكڤا، يُستعمل للمُشاة ويربط بين مركز التسوق ومستشفى بلينسون. وقد صممه المُهندس المعماري الإسباني سانتياغو كالاترافا، الذي قام بتصميم جسر مُماثل له في مدينة القدس. في 14 سبتمبر 2006 أُفتتح الجسر، بعد أن تم تأجيل الافتتاح لبضعة أشهر بسبب نزاع قضائي بين بلدية پتاح تكڤا وصاحب الأرض التي تقع عليها إحدى دعامات الجسر. كان بالقُرب من هذا الجسر جسر قديم يعود تاريخه إلى سنوات الستينات كان يُطلق عليه اسم "جسر بلينسون"، وقد تم هدمه بعد وقتٍ قصير من افتتاح هذا الجسر.

## معرض الصور

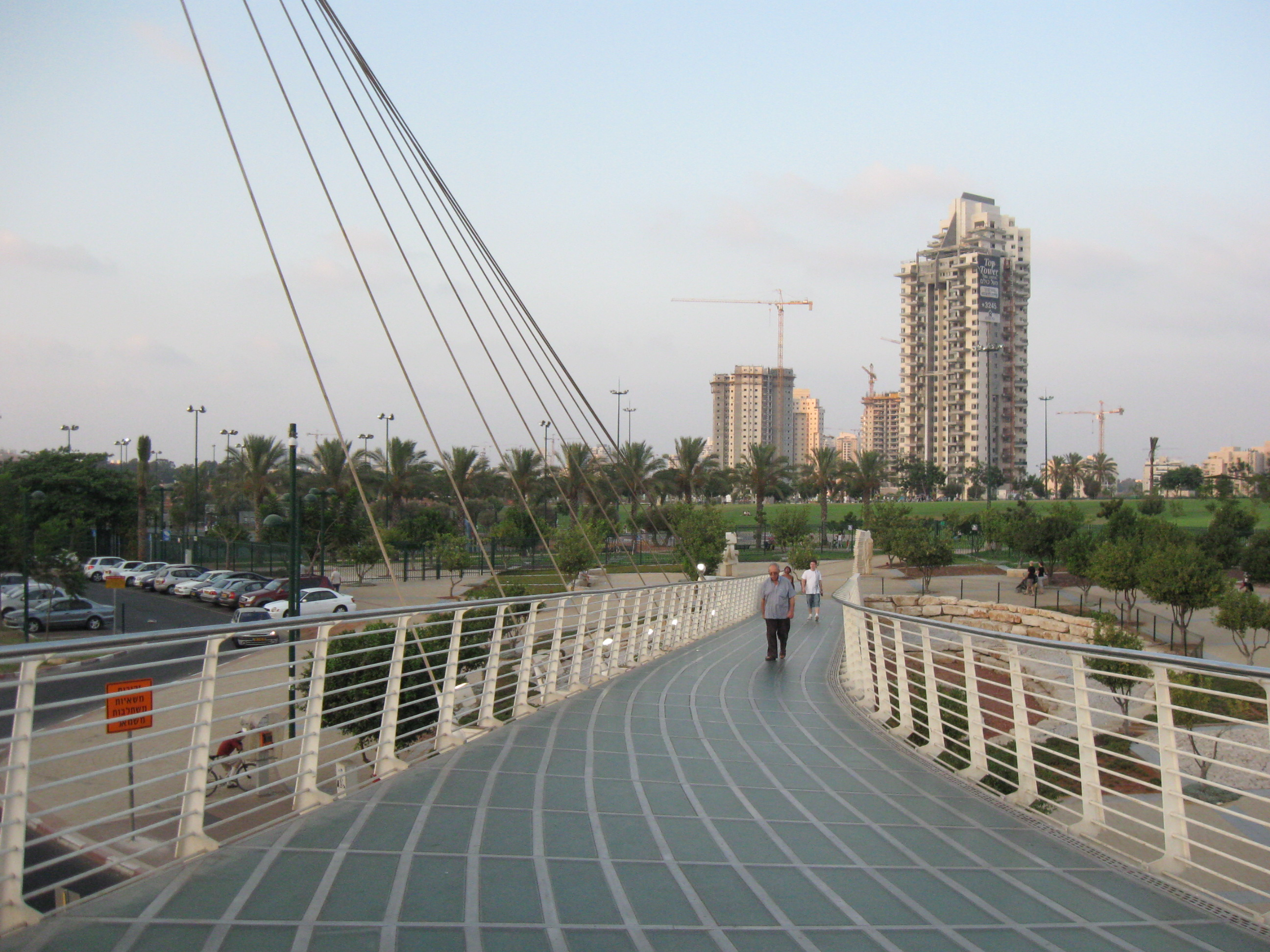
مشهد من الجسر نحو الحديقة.
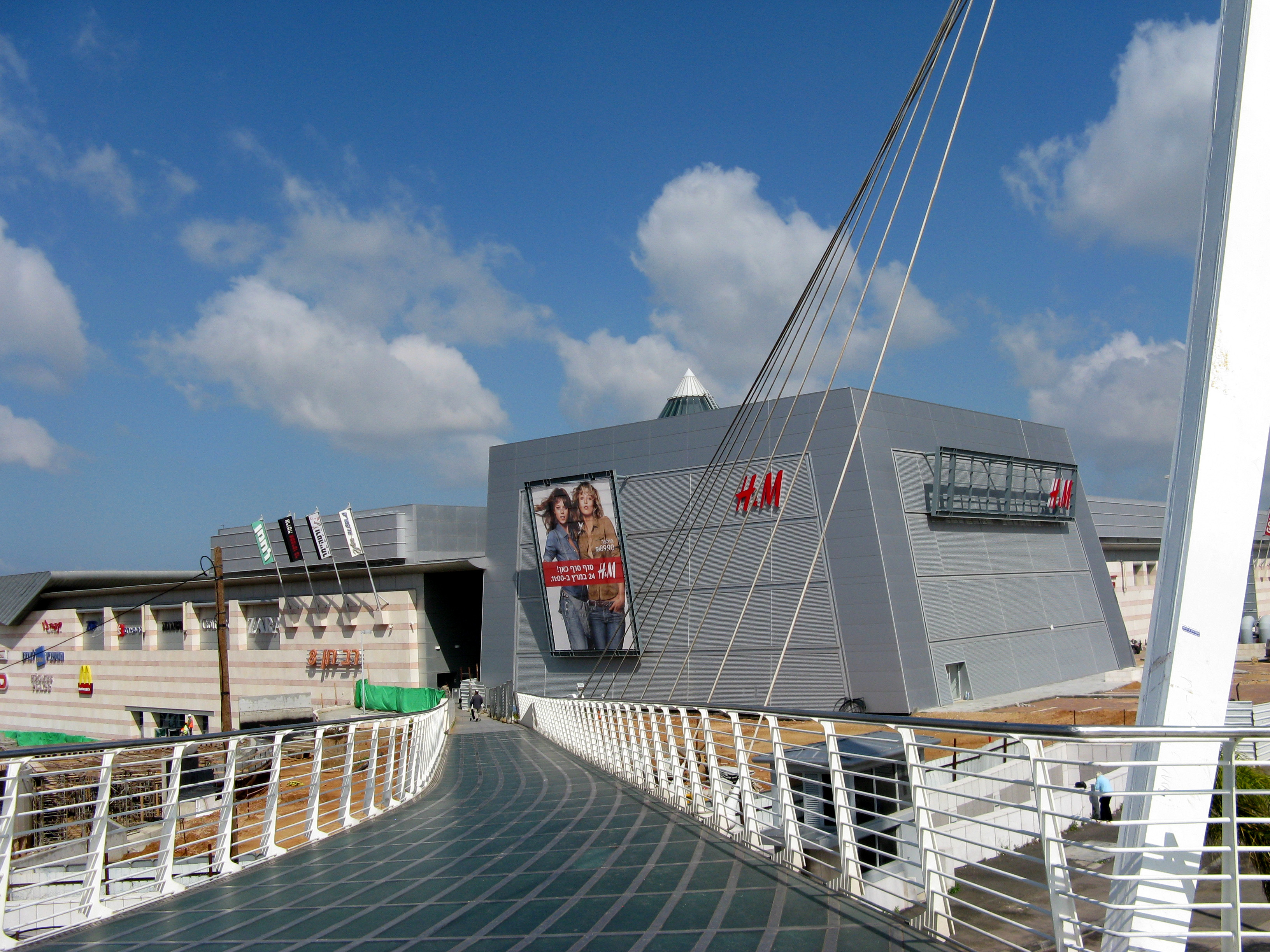
مشهد من الجسر نحو مركز التسوق.